# Huatulco
Huatulco o Badies de Huatulco (Bahías de Huatulco en castellà) és un centre turístic desenvolupat al poble de La Crucecita, una de les localitats del municipi de Santa María Huatulco. És situat a la costa pacífica del sud de l'estat d'Oaxaca. La indústria del turisme d'Huatulco està centrada al voltant de nou diferents badies. Té una gran varietat d'hotels, hostals, condominis, bed and breakfast, així com balnearis de luxe, la majoria dels quals són a la Badia de Tangoluda. Fou fundat el segle xvi; el 2005 el municipi sencer tenia 33.000 habitants, la majoria estrangers. El desenvolupament turístic ha convertit el municipi de Santa María de Huatulco en un dels més pròspers i rics de l'estat d'Oaxaca.